# 岡山県立岡山操山中学校・高等学校
岡山県立岡山操山中学校・高等学校（おかやまけんりつ おかやまそうざんちゅうがっこう・こうとうがっこう, Okayama Prefectural Okayama Sozan Junior and Senior High School）は、岡山県岡山市中区浜に所在し、中高一貫教育を提供する公立中学校・高等学校。
通称は「操山（そうざん）」。岡山五校の一つ。

## 概要
歴史
1900年（明治33年）創立の「岡山県高等女学校」と1921年（大正10年）創立の「岡山県第二岡山中学校」を前身とする。2002年（平成14年）に岡山県立の高等学校としては初めて併設型中高一貫教育を開始した。2019年（令和元年）に創立120周年を迎えた。
設置課程・学科（高等学校）
- 全日制課程 普通科
- 通信制課程 普通科 - NHK学園高等学校の協力校となっている。
- 補習科 - 大学浪人生を対象としている。

校風
- 和して流れず
- 松柏の精神

校章
柏と松の葉の絵を組み合わせたものとなっている。
校歌
作詞は岡山操山高等学校、作曲は金光武義による。歌詞は3番まであり、3番の冒頭に校名の「操の山」が登場する。
中高一貫教育
毎年行われる文化祭などの行事は中高合同で実施される。
2008年（平成20年）度に初めて中高一貫生が卒業した。
特徴ある取り組みとして、中学校では「レクチャー・クリエイト」という2つの項目があり、学年が上がるにつれて選択科目授業数も増加していく。高校では、中高一貫教育の利点を生かした「操山システム」と題した教育計画を策定し、英語や数学などの科目において生徒の習熟度や目標とする大学のレベルにあわせた「速修」・「標準」のクラスを設けているほか、大学や研究機関との連携を図る授業を展開している。

## 沿革
高等女学校・新制高等学校（女子校）時代
- 1900年（明治33年）
  - 2月10日 - 岡山県高等女学校の設立が認可される。
  - 4月1日 - 「岡山県高等女学校」が岡山市磨屋町岡山寺・光珍寺内に開校。校地415坪を借用。
- 1901年（明治34年） - 「岡山県立高等女学校」へ改称[2]（県の後に「立」が加えられる）。
- 1902年（明治35年）
  - 1月17日 -「岡山県立岡山高等女学校」に改称。
  - 3月28日 - 大供に完成した新校舎へ移転。
  - 4月1日 - 岡山女子師範学校を併置。
- 1911年（明治44年）3月23日 - 岡山女子師範学校が西中山下へ分離。
- 1920年（大正9年）4月1日 -「岡山県岡山高等女学校」と改称。
- 1921年（大正10年）4月1日 - 修業年限を4ヶ年から5ヶ年に延長される。
- 1923年（大正12年）4月1日 - 高等科（3年制）を付設。
- 1929年（昭和4年）4月 - 研究部を設置。
- 1932年（昭和7年）3月31日 - 高等科の修業年限を2年制とする。
- 1936年（昭和11年）4月1日 - 第二高等女学校[3]の新設に伴い、「岡山県第一岡山高等女学校」と改称。
- 1939年（昭和14年）3月13日 - 浜に完成した新校舎へ移転。
- 1944年（昭和19年）3月 - 研究部の募集を停止。
- 1945年（昭和20年）6月29日 - 岡山大空襲により、校舎の60%を焼失。
- 1947年（昭和22年）
  - 3月15日 - 復興工事一期工事が完成。
  - 4月1日
    - 高等科の募集を停止し、専攻科（3年制:文科・理科・家庭科）を付設。
    - 学制改革（六・三制の実施）により、新制中学校を併設（以下・併設中学校）し、高等女学校1・2年修了者を新制中学校2・3年生として収容。
      - 高等女学校の募集を停止。暫定的に設置された併設中学校も新たに募集は行わず、在校生は2・3年生だけであった。
- 1948年（昭和23年） 
  - 2月1日 - 通信教育部を付設。
  - 4月1日 - 学制改革（六・三・三制の実施）により高等女学校は廃止され、新制高等学校「岡山県立岡山第一女子高等学校」が発足。
    - 高等女学校卒業生（希望者）を新制高校2・3年生として編入。併設中学校卒業生を新制高校1年生として収容。
    - 併設中学校は継承され、在校生は3年生（1946年（昭和21年）高等女学校入学生）のみとなる。

  - 11月30日 - 音楽堂が完成。
- 1949年（昭和24年）
  - 3月31日 - 最後の卒業生を送り出し、併設中学校が廃止される。
  - 4月1日 - 専攻科の修業年限を2年制とする。

旧制中学校・新制高等学校（男子校）時代
- 1920年（大正9年）12月25日 - 岡山県第二岡山中学校の設立が認可される。
- 1921年（大正10年）4月11日 - 岡山市丸之内の岡山県第一岡山中学校内に「岡山県第二岡山中学校」が開校。
- 1922年（大正11年）
  - 3月15日 - 網浜に新校舎（本館）が完成。
  - 4月25日 - 校舎・寄宿舎などが完成。
- 1944年（昭和19年）3月 - 第一岡山中学校と総合選抜入試を実施。（1945年（昭和20年）までの2年間）
- 1945年（昭和20年）6月29日 - 岡山大空襲により校舎が全焼し、分散授業を余儀なくされる。
- 1946年（昭和21年）
  - 8月 - 焼け跡に仮校舎が完成。
  - 9月 - 仮校舎に全生徒が復帰。
- 1947年（昭和22年）4月1日 - 学制改革（六・三制の実施）により、新制中学校を併設（以下・併設中学校）し、旧制中学校1・2年修了者を新制中学校2・3年生として収容。
  - 旧制中学校の募集を停止。暫定的に設置された併設中学校も新たに募集は行わず、在校生は2・3年生だけであった。
- 1948年（昭和23年）4月1日 - 学制改革（六・三・三制の実施）により、旧制中学校は廃止され、新制高等学校「岡山県立岡山第二高等学校」（男子校）が発足。
  - 旧制中学校卒業生（希望者）を新制高校3年生として、4年修了者を新制高校2年生として編入。併設中学校卒業生を新制高校1年生として収容。
  - 併設中学校は継承され、在校生は3年生（1946年（昭和21年）旧制中学校入学生）のみとなる。
- 1949年（昭和24年）3月31日 - 最後の卒業生を送り出し、併設中学校が廃止される。

新制高等学校（男女共学）
- 1949年（昭和24年）
  - 8月31日 - 高校三原則に基づく岡山県内公立高校再編により、以上の新制高等学校2校が統合され「岡山県立岡山操山高等学校」（現校名）が発足。
    - 通信教育部・専攻科を継承。
    - 当面の間、旧女子校を「宇野校舎」、旧男子校を「東山校舎」と称して旧両校の校舎を使用。
    - この時点では校舎で男子と女子が分かれていたため、完全な男女共学ではなかった。

  - 10月1日 - 開校式を挙行。
- 1950年（昭和25年）4月1日
  - 全日制課程 2学科（普通科・家庭科）を有する総合制高等学校として発足。専攻科は家庭科・文学科の2学科を設置。本格的な男女共学を実施。
  - 学区は岡山学区に属し、岡山県立岡山朝日高等学校と総合選抜入試を実施。
- 1953年（昭和28年）4月1日 - 全日制課程のうち家庭科、専攻科のうち文学科の募集を停止。
- 1956年（昭和31年）10月10日 - 東山校舎を廃止し、宇野校舎に統合。4号館東半部が完成。
- 1957年（昭和32年）10月1日 - 現3・4号館西半部が完成。
- 1960年（昭和35年）9月21日 - 講堂兼体育館が完成。
- 1961年（昭和36年）4月1日 - 学校教育法の改正により、通信教育部を通信制課程と改称。
- 1968年（昭和43年）
  - 7月2日 - プールが完成。
  - 10月15日 - 2号館西端部が完成。
- 1969年（昭和44年）3月31日 - 2号館中央部が完成。
- 1970年（昭和45年）3月31日 - 1・2号館東端部が完成。
- 1971年（昭和46年）3月31日 - 1号館中央部が完成。
- 1972年（昭和47年）2月14日 - 1号館西端部が完成。
- 1979年（昭和54年）2月6日 - 3号館中央部が完成。
- 1984年（昭和59年）
  - 11月24日 - 3号館3階中央部に4階を増築。
  - 3月31日 - 音楽堂を改築。
  - 6月30日 - 2・3号館庭園が完成。
- 1989年（平成元年）2月28日 - 人見絹枝像を建立。
- 1992年（平成4年）8月13日 - 新体育館が完成。
- 1994年（平成6年）6月17日 - 3号館東端部が完成。
- 1995年（平成7年）5月25日 - 昇降口棟と3号館西端部（特別教室棟）が完成。
- 1996年（平成8年）3月31日 - 2・3号館東庭園が完成。
- 1998年（平成10年）12月25日 - 創立百周年記念館が完成。
- 1999年（平成11年）
  - 4月1日 - 岡山五校での総合選抜制を廃止し、単独選抜を開始。
  - 7月2日 - 専攻科の生徒募集を停止。
  - 10月1日 - 創立100周年記念式典を挙行。
- 2001年（平成13年）12月1日 - 中学校を併設。
- 2002年（平成14年）4月1日 - 「岡山県立岡山操山中学校・高等学校」となり、併設型中高一貫教育を開始。
- 2005年（平成17年）4月1日 - 岡山県立岡山操山中学校1期生が高校へ入学し、この時の新入生から単位制教育課程へと改編。
- 2006年（平成18年）4月1日 - 通信制課程を単位制による課程に改編。
- 2008年（平成20年）
  - 3月2日 - 全日制課程単位制1期生が卒業。
  - 3月6日 - 第2体育館が完成。
- 2009年（平成21年）2月24日 - 武道場の大規模改造工事が完了。
- 2010年（平成22年）- 中学校に太陽光パネルが設置される。
- 2011年（平成23年）1月27日 - 2号棟東棟の大規模改造工事が完了。
- 2015年（平成27年）- 文部科学省からスーパーグローバルハイスクール(SGH)の指定を受ける。
- 2019年（令和元年）10月9日 - 創立120周年記念行事が開催。

## 交通アクセス
- 西川原駅徒歩9分
- 岡山駅より岡電バス:藤原団地行き・浜本町下車

## 学校行事
- 4月 - 入学式・宿泊研修（高1）・閑谷研修（中1）
- 5月 - 春季球技大会（高校）
- 6月 - 修学旅行（高2）
- 7月 - 勉強合宿（高2）・水泳教室（中1）・イングリッシュサマーキャンプ（中3）
- 8月 - 勉強合宿（高3）
- 9月 - 松柏祭（中高合同）
- 10月 - 創立記念式典
- 11月 - 球技大会（中2・3）・京都研修（中2）・修学旅行（中3）
- 12月 - 冬季球技大会（高1・2）
- 2月 - 吹奏楽部定期演奏会
- 3月 - 球技大会（中1・2）・卒業式

## 部活動
中学校から高校への内部進学者は中学校3年生の10月以降、高校の一部の部への早期入部が認められている。以下は高校の全ての部および同好会について記す。(*印は21世紀以降に全国大会出場の実績がある部)

### 高校
- 文学*
- 科学
- 音楽
- 演劇*
- 新聞
- ESS
- 美術
- 書道
- 茶華道
- パソコン
- 写真
- 生物
- 吹奏楽
- JRC
- 漫画研究
- 将棋
- ディベート*
- 野球
- ソフトテニス
- サッカー
- バスケットボール
- バレーボール
- ハンドボール
- 卓球
- 陸上競技*
- 山岳*
- 柔道
- 剣道
- 弓道
- テニス
- ボート*
- 水泳*
- 箏曲*

同好会
- 応援

### 中学
- 吹奏楽
- 演劇
- 美術
- 書道
- ディベート*
- 陸上競技*
- 剣道*
- ソフトテニス
- サッカー
- バスケットボール
- バレーボール

## 著名な出身者

### 旧制中学校
- 団藤重光（刑法学者、東京大学名誉教授、元最高裁判事）
- 安井謙（元参議院議長）
- 秋山長造（元参議院副議長）
- 舩橋求己（政治家）
- 今川正彦（政治家）
- 柴田錬三郎（作家、中退）
- 熊谷尚夫（学者）
- 建元正弘（学者）

### 高等女学校
- 吉行あぐり（美容師）
- 人見絹枝（陸上）
- 近藤鶴代（政治家）

### 新制高等学校
学術
- 赤木正人（工学者、元日本音響学会会長）
- 木畑洋一（歴史学者）
- 佐藤丙午（国際政治学者、教授）
- 土屋賢二（哲学者、教授）
- 道垣内弘人（民法学者、教授）
- 安田行宏（経済学者、教授）
- 山口二郎（政治学者、名誉教授）

政治家
- 阿部祐美子（東京都議会議員、元品川区議会議員）
- 石井正弘（参議院議員、元岡山県知事、元建設官僚）
- 江田憲司（衆議院議員、元通産官僚）
- 大森雅夫（岡山市長、元建設・国土交通官僚）
- 熊代昭彦（元衆議院議員、元岡山市議会議員、厚生官僚）
- 武久顕也（瀬戸内市長、元邑久町議会議員）
- 長崎信行（備前市長）
- 姫井由美子（元参議院議員、元岡山県議会議員）
- 藤井基之（元参議院議員、薬剤師）
- 山下貴司（衆議院議員、第100代法務大臣、検察官、弁護士、法務官僚）

その他
- 池山直（ボクシング）
- 植松哲平（ラジオパーソナリティー）
- 大森うたえもん（タレント）
- 尾崎正敏（バスケットボール）
- 小野俊哉（作家）
- 小野元之（初代文部科学事務次官）
- 川口真（作曲家、日本作曲家協会顧問)
- 甲本ヒロト（ミュージシャン）
- 小六禮次郎（作曲家）
- 近藤正昭（弁護士、元裁判官）[4]
- 原研哉（アートディレクター）
- 原田宗典（作家）
- 山尾悠子（作家、歌人）
- 山本康平（俳優）
- 山崎正友（元創価学会副理事長、元顧問弁護士）

## 指導死問題
高校野球部のマネージャーをしていた2年生男子が、監督教諭から叱責を受けた後自殺。学校側は「叱責と自殺の因果関係を認めるのは難しい」とする調査結果をまとめたが、生徒の両親がこれを不服として岡山県に再調査を要求し、これを受け第三者委員会が調査。2021年3月26日に第三者委員会は「自殺の原因は監督からの激しい叱責などが原因」とする報告書をまとめ伊原木隆太知事に提出した。